# غوردون بي. هينكلي
غوردون بي. هينكلي (بالإنجليزية: Gordon B. Hinckley)‏ هو كاتب ترانيم أمريكي، ولد في 23 يونيو 1910 في مدينة سولت ليك في الولايات المتحدة، وتوفي بنفس المكان في 27 يناير 2008.

## وصلات خارجية
- الموقع الرسمي
- غوردون بي. هينكلي على موقع الموسوعة البريطانية (الإنجليزية)
- غوردون بي. هينكلي على موقع ميوزك برينز (الإنجليزية)
- غوردون بي. هينكلي على موقع إن إن دي بي (الإنجليزية)